# Bałczik
Bałczik (bułg. Балчик) – miasto w północno-wschodniej Bułgarii, w obwodzie Dobricz, nad Morzem Czarnym. Około 13,9 tys. mieszkańców.
Zbudowane w formie amfiteatru nad zatoką, malownicze miasteczko zwane Białym Miastem ze względu na wapienne białe skały, na których powstało. Miasto założone już w starożytności, pierwotna grecka nazwa Krunoy, później przemianowane na Dionizopolis. W VIII-IX zostało włączone do Bułgarii pod nazwą Karwuna. W XVI w. znalazło się w obrębie Imperium osmańskiego i stało się jednym z głównych portów na Morzu Czarnym przyjmując nazwę Bałczik. Przez pewien czas, po 1913 roku włączone w granice Rumunii. Wtedy to w Bałcziku zatrzymała się królowa Maria Koburg, która zachwycona pięknem tego miejsca, zbudowała tu swoją letnią rezydencję. Bałczik powrócił do Bułgarii w 1940 roku.
W mieście rozwinął się przemysł metalowy, włókienniczy oraz spożywczy.

## Pałac królowej Marii z ogrodem botanicznym
Główną atrakcją turystyczną, oprócz naturalnej piaszczystej plaży, jest pałacyk królowej Marii z okalającym go ogrodem botanicznym, drugim pod względem zbiorów w Europie. Pałac, nazwany „Cichym Gniazdem” został zaprojektowany przez włoskich architektów Amerigo i Agostino, zaś projekt ogrodu powierzono Szwajcarowi o nazwisku Jules Janine. Kompleks łączący w sobie kombinację wpływów orientalnych, chrześcijańskich, antycznych i zachodnich, składa się z kilku budynków (pałac, winiarnia, dom dla gości i inne), przez środek przebiega strumień z 9-metrowym wodospadem. Ogród botaniczny podzielony jest na kilka części (m.in. druga po Monako kolekcja kaktusów – 250 gatunków). Zgodnie z wolą królowej, po jej śmierci, jej serce zostało złożone w kaplicy pałacowej. Jednak kiedy Bałczik powrócił w granice Bułgarii, dzieci przeniosły je do Rumunii i spoczęło w kaplicy zamku w Branie. Po dziś dzień miasto żyje legendą królowej Marii Koburg. W 1955 roku Uniwersytet Sofijski przejął pieczę na parkiem, zmieniając go w ogród botaniczny, udostępniony do zwiedzania (ponad 3500 gatunków roślin – kwiatów, drzew, krzewów i mchów).

## Zabytki
W mieście znajduje się 5 cerkwi, z czego 4 działające, a także meczety. W 2007 roku archeolodzy Igor Łazarenko i Elina Mirczewa z Regionalnego Muzeum Historii w Warnie oraz Radostina Enczewa z Muzeum w Bałcziku odkryli ruiny świątyni Wielkiej Matki Bogów Kybele. Świątynia została zbudowana ok. 280–260 r. p.n.e. Jest to najlepiej zachowana tego typu świątynia na terenie wschodnich Bałkanów.

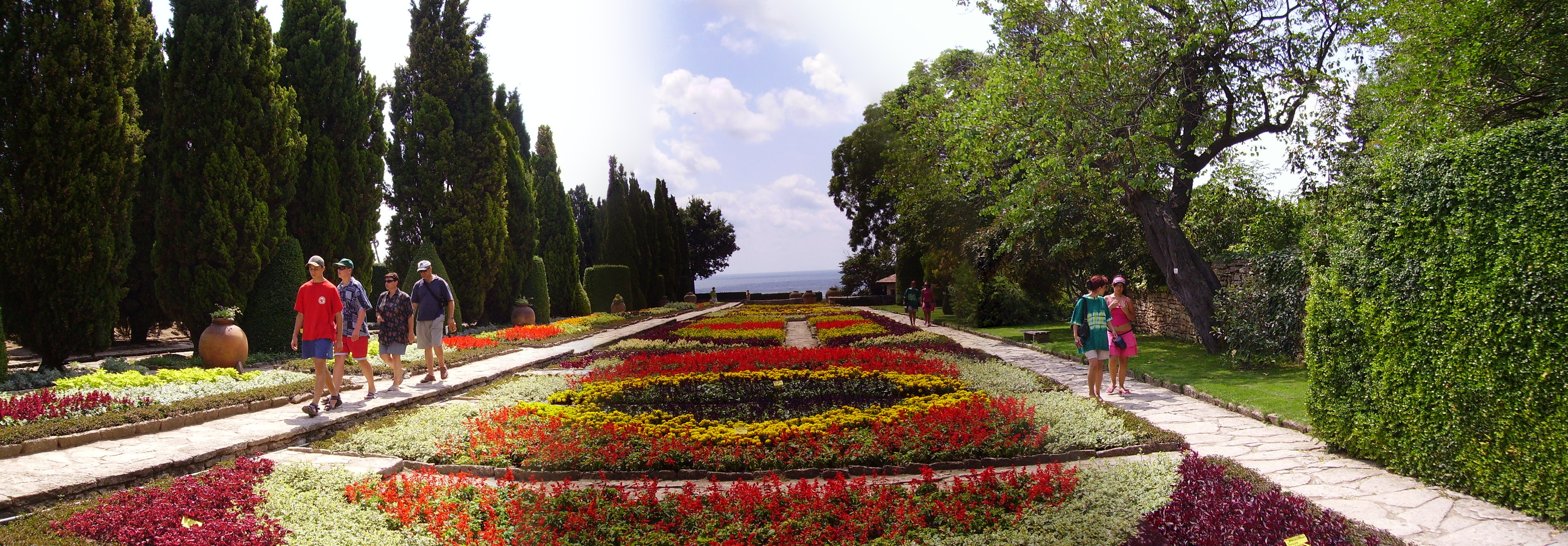
Aleja w ogrodzie botanicznym w Bałcziku

## Miasta partnerskie
- Armutalan, Turcja
- Bran, Rumunia
- Cieszyn, Polska
- Hagfors, Szwecja
- Mangalia, Rumunia
- Lubowla, Słowacja